# Alessandro Gavazzi

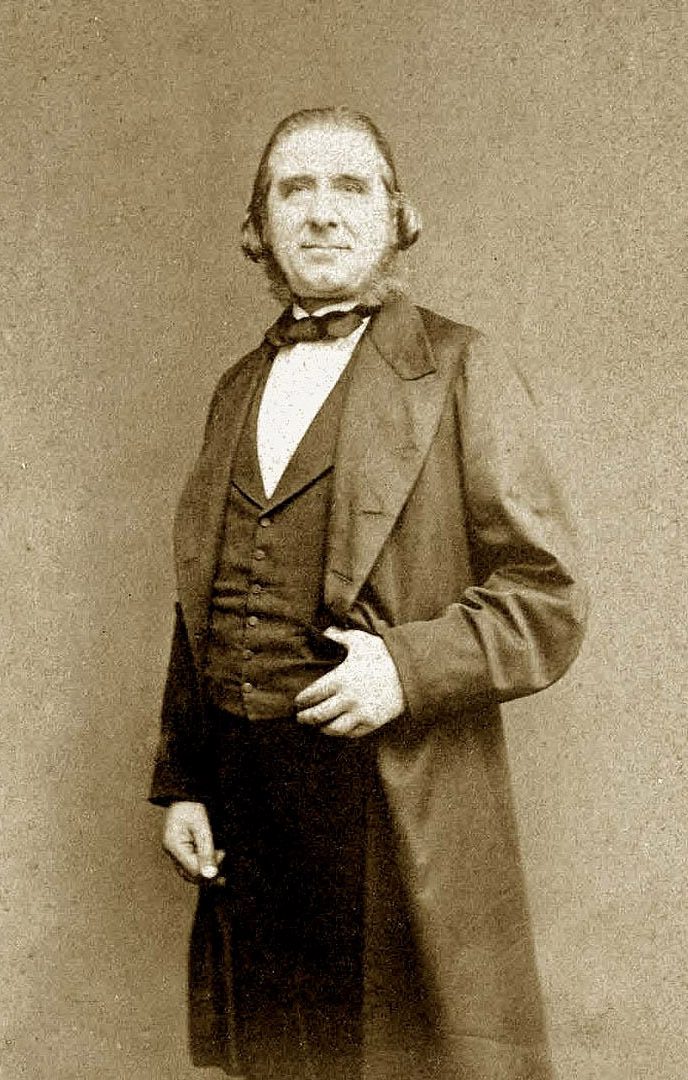
Alessandro Gavazzi (circa 1859)

Alessandro Gavazzi (* 21. März 1809 in  Bologna; † 9. Januar 1889 in Rom) war italienischer Theologe und Gegner der römischen Hierarchie.
Alessandro Gavazzi trat mit 16 Jahren in den Orden der Clerici regulares des St. Barnabas und wurde später Professor der Rhetorik in Neapel. Wegen seiner freisinnigen Richtung 1840 auf eine untergeordnete geistliche Stelle im Kirchenstaat versetzt, war er nach Pius IX. Wahl einer der tätigsten Bewegungsmänner und trat mit päpstlicher Bewilligung als Feldprediger in ein gegen die Österreicher marschierendes Freikorps. Als Radetzky Mailand wiedererobert hatte, musste Gavazzi fliehen, wurde aber zurückgerufen, als 8. Aug. 1848 in Bologna ein Aufstand gegen den Papst ausgebrochen war, dessen Niederdrückung ihm auch gelang.
Nach dem Fall Roms begab er sich ins Ausland und agitierte namentlich in England, Schottland und Nordamerika eifrig gegen das Papsttum, besonders auch durch seine Zeitschrift „Gavazzi Free Word“. Im Jahr 1860 befand er sich mit Garibaldi in Neapel und nahm 1861 an dessen Zug nach Sizilien teil. Seit 1870 lebte er wiederum in England und agitiert seitdem eifrig für die Gründung einer freien italienischen Kirche. 1861 veröffentlichte er seine Memoiren sowie eine Auswahl seiner Reden.